# Acanthomyrmex glabfemoralis
Acanthomyrmex glabfemoralis (лат.) — вид муравьёв из рода Acanthomyrmex подсемейства мирмицин.

## Описание
Тело рабочих и самок красновато-коричневое до темно-красновато-коричневого; ноги и часто усики и апикальная часть брюшка бледнее. Самцы чёрные, но апикальная часть усиков, ноги и брюшко темно-жёлтые.
В Китае и Вьетнаме в четырёх гнёздах Acanthomyrmex glabfemoralis обнаружено 42 яйца палочников вместе с семенами. У всех яиц был повреждён только мясистый капитулум (придаток, богатый питательными веществами), что предположительно, говорит о возможной опосредованной роли муравьёв в расселении (мирмекохория) привиденьевых (палочников).

### Промеры солдат
Длина головы солдат (HL) — 2,6—3,0 мм, ширина головы (HW) — 2,25—2,56 мм, отношение ширины головы к её длине (HW/HL x 100 = CI) — 84. Длина скапуса (SL) — 1,10—1,28 мм, индекс скапуса (отношение длины скапуса к ширине головы; SI) — 48—50. Усики 12-члениковые, булава состоит из 3 сегментов.

## Распространение
Обитают в Гуанси-Чжуанском автономном районе (Китай) и во Вьетнаме.